# Nikolai Iwanowitsch Muralow

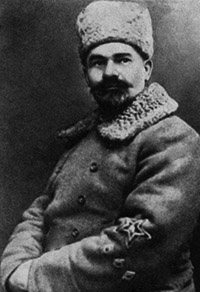
Nikolai Muralow

Nikolai Iwanowitsch Muralow (russisch Николай Иванович Муралов; * 1877; † 1. Februar 1937) war ein russischer Revolutionär und Kommandeur der Roten Armee.
Muralow schloss sich 1903 den Bolschewiki an und war ein Führer der Revolution von 1905. 1917 leitete er den Aufstand in Moskau und wurde Organisator der Roten Armee – er war Kommandeur des Moskauer Militärbezirks. Später wurde er stellvertretender Kommissar für Landwirtschaft und Inspekteur der Roten Armee.
Der enge Freund Trotzkis wurde 1923 Gründungsmitglied der Linken Opposition. 1927 verteidigte er sie auf dem 15. Parteitag. Nach Sibirien verbannt weigerte er sich zu kapitulieren. 1936 wurde er verhaftet und im zweiten Moskauer Prozess („Prozess der 17“) verurteilt und erschossen.
Muralows jüngerer Bruder war der Agrochemiker Alexander Iwanowitsch Muralow.